# Naka Michiyo
Naka Michiyo (那珂通世) est un éducateur et historien japonais né le 6 février 1851 dans la Province de Mutsu et mort le 2 mars 1908 à Tokyo.